# Selenia illustraria
Selenia illustraria är en fjärilsart som beskrevs av Jacob Hübner 1799. Selenia illustraria ingår i släktet Selenia och familjen mätare. Inga underarter finns listade.